# Малая Мажарка
Малая Мажарка — деревня в Краснооктябрьском районе Нижегородской области. Входит в состав Салганского сельсовета.

## Население
| 2002 | 2010 |
| ---- | ---- |
| 97   | ↘59  |